# Astomaspis coelebs
Astomaspis coelebs är en stekelart som först beskrevs av Holmgren 1868.  Astomaspis coelebs ingår i släktet Astomaspis och familjen brokparasitsteklar. Inga underarter finns listade.